# La Goteta

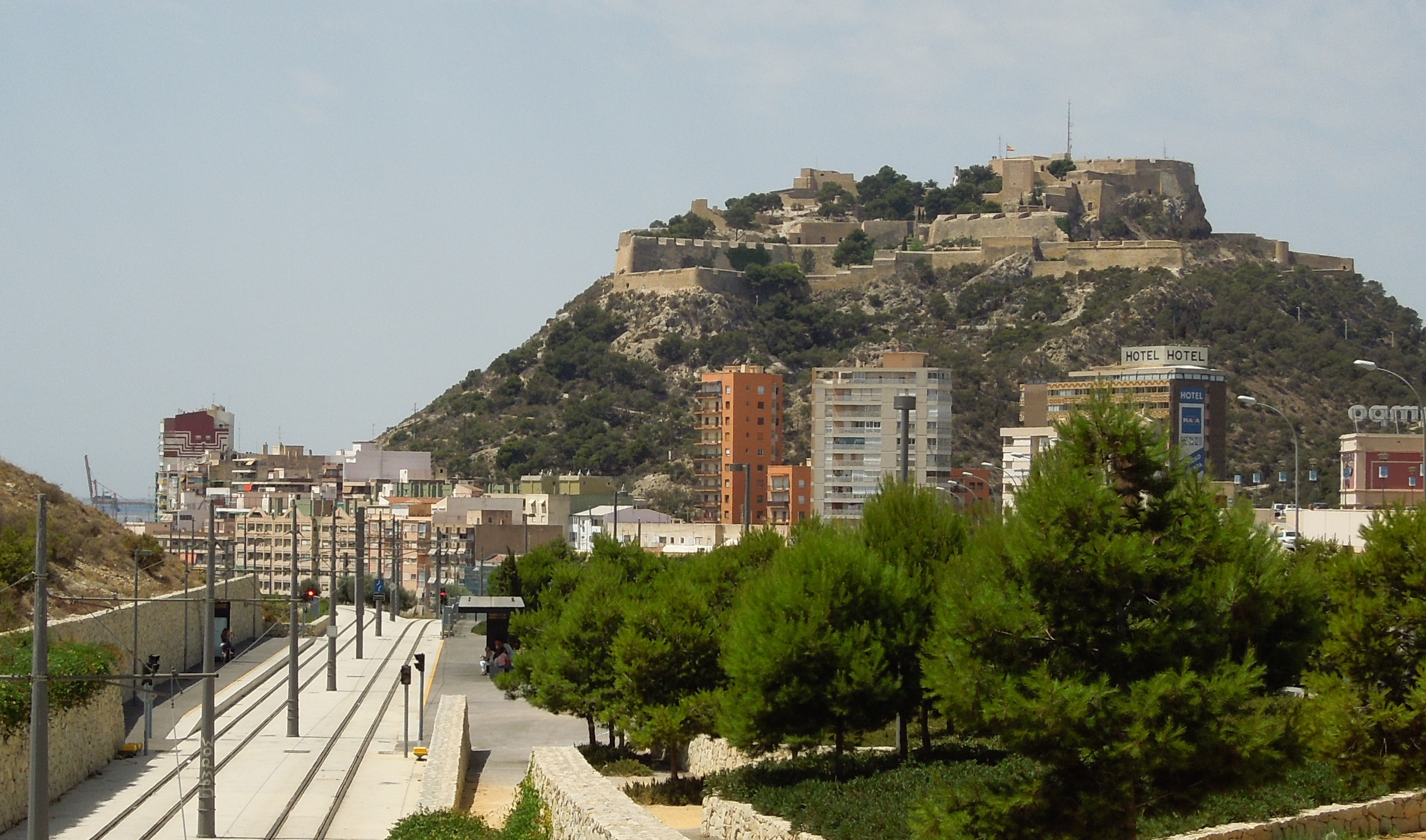
Vistas del castillo de Santa Bárbara desde la Goteta

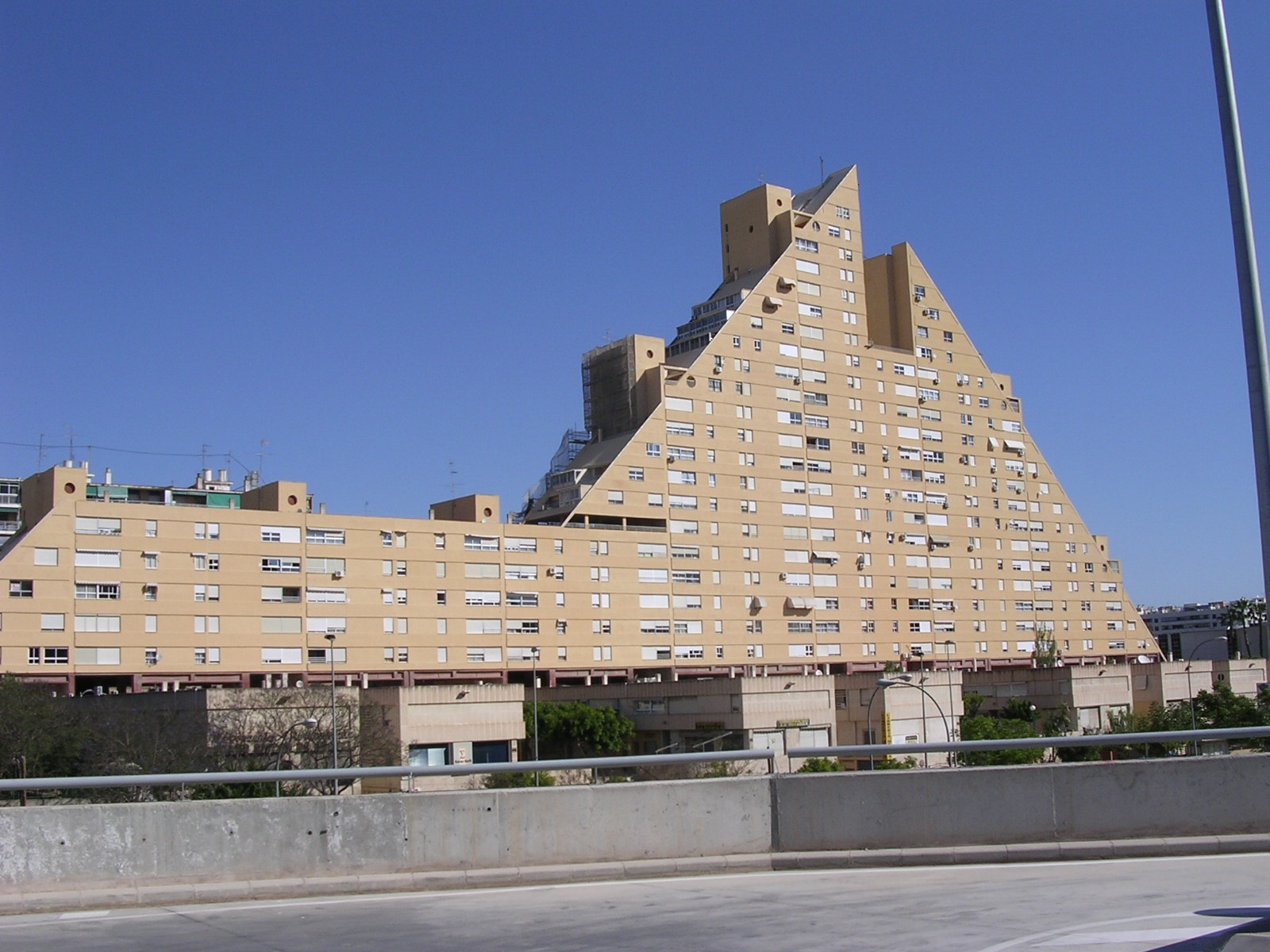
Edificio Montreal, popularmente conocido como La Pirámide

Se conoce como La Goteta a la zona de la ciudad española de Alicante situada entre la cara noroeste de la Sierra Grossa y la avenida de Denia. Aunque popularmente se le suele denominar como barrio, La Goteta no lo es de forma oficial, pues forma parte de los barrios de Vistahermosa y del Pla del Bon Repós. No obstante, La Goteta se encuentra incorporada en el Distrito 1 de Alicante de forma independiente a los barrios en los que se extiende.

## Descripción
El barrio debe su nombre al agua subterránea que abastecía en el pasado a unas casitas de la zona, la cual brotaba de la sierra gota a gota. Las viviendas (de protección oficial) que existen en la actualidad en esta zona fueron construidas en 1968, cuando sólo existía el campo de los Almendros, el colegio Calasancio y una cerámica abandonada. Durante décadas fue un barrio dormitorio, más bien tranquilo (con algún problema de drogas que acabó siendo controlado) y algo abandonado por la administración. En mayo de 2003 se abrió el centro comercial Plaza Mar 2, que revitalizó la zona. 
Con la inauguración en septiembre de 2013 de la línea 2 del TRAM Metropolitano de Alicante, el barrio dispone de una parada del tranvía (la parada de La Goteta-Plaza Mar 2). Popularmente, La Goteta se extiende un poco más allá de la avenida de Denia, ya en el Pla del Bon Repós, y abarca los característicos edificios de La Pirámide (oficialmente Edificio Montreal), y Excélsior II.